# Batalla de Las Piedras (1811)
La batalla de las Piedras va ser el primer triomf important de José Gervasio Artigas, al comandament de l'exèrcit patriota de la Junta Grande de les Províncies Unides del Riu de la Plata al territori de la Banda Oriental. En aquesta va vèncer a les forces reialistes del governador de Montevideo i nou Virrei del Riu de la Plata, Francisco Javier d'Elío, a mitja tarda del 18 de maig del 1811.
Tots dos bàndols es van enfrontar en nom del rei Ferran VII d'Espanya.

## Antecedents
Al 1810, la Revolució de Maig va forçar als funcionaris virregnals a abandonar Buenos Aires, però aquests van resistir a la Banda Oriental i, per això, Espanya va traslladar la capital del Virregnat del Riu de la Plata de Buenos Aires a Montevideo.
Al començament d'abril de 1811, el revolucionari José Gervasio Artigas va tornar a la Banda Oriental amb aproximadament cent vuitanta homes, proporcionats per la Junta Grande de Buenos Aires, amb els quals va iniciar la resistència contra els reialistes a la Banda Oriental. L'11 d'abril va emetre la Proclama de Mercedes, assumint el comandament de la revolució.

## Desenvolupament
El governador de Montevideo i ja llavors virrei del Riu de la Plata, Francisco Javier d'Elío, va designar al capità de fragata José Posadas, cap de les forces regulars que guardaven la plaça forta reialista. Posadas va instal·lar la seva caserna general a Las Piedras, a la rodalia de Montevideo, per lliurar-hi un enfrontament decisiu contra els revolucionaris.
Mentrestant José Artigas es va situar a la vila de La nostra Senyora de Guadalupe. Els artiguistes van arribar a formar un exèrcit de mil homes, mentre que les milícies de Posadas estaven constituïdes per mil dues-centes trenta persones, de les quals prop de des-centes van desertar i van passar al bàndol revolucionari del Riu de la Plata enmig del fragor de la lluita.
Els soldats espanyols eren professionals, disposaven d'artilleria i dels fusells més moderns de l'època. Estaven preparats per a realitzar maniobres militars complexes i treure el màxim partit a l'armament que posseïen. La milícia artiguista estava formada, majoritàriament, per homes de camp i desertors de les files espanyoles.
Tot i que l'alçada afavoria als espanyols, va ser Artigas el que va donar el primer pas. Cap a les onze del matí del 18 de maig, va enviar part de la infanteria sota el comandament d'Antonio Pérez. En resposta, Posadas va ordenar obrir foc contra el grup, que es va batre en retirada. La infanteria espanyola va abandonar la seva avantatjosa posició per perseguir els revolucionaris. El cosí de José Artigas, Manuel Artigas, sota el comandament d'uns sis-cents genets armats amb llaços amb boles i agullons, va atacar la rereguarda de Posadas per l'esquerra, i així, va atrapar a l'exèrcit espanyol entre dues forces: la cavalleria i la infanteria, que va donar mitja volta deixant de retirar-se per tornar a la lluita.
La batalla es va allargar durant diverses hores, fins a les cinc de la tarda, quan les tropes espanyoles van començar a abandonar els seus llocs, i el capità José Posadas va hissar una bandera blanca i va lliurar la seva espasa a Artigas, important fet simbòlic per a la revolució.

## Conseqüències
Aquesta batalla va resultar un triomf per a la Revolució de Maig. Va ser després d'aquesta victòria que Artigas va pronunciar la seva famosa frase «Clemència per als vençuts, cureu els ferits, respecteu als presoners», en referència a les forces de l'exèrcit espanyol. Després de la batalla va morir Manuel Artigas, primer de José Artigas, homenatjat a Buenos Aires per ser el primer oficial mort en combat per la causa revolucionària. A la Piràmide de Maig hi ha una placa, de bronze, de 85 cm de llarg i 57 cm d'alt, col·locada sobre el seu costat oest. Tot el seu contingut són dos noms: Felipe Pereyra de Lucena i Manuel Artigas. Aquests noms van ser inscrits a la Piràmide durant la presidència del Dr. Carlos Pellegrini, al 1891 en compliment al resolt per la Junta Grande al 1811. El 31 de juliol d'aquell any s'havia resolt inscriure a la Piràmide els noms d'aquestes dues persones, que van ser els dos primers oficials que van perdre la vida als camps de batalla lluitant per la independència de les Províncies Unides del Riu de la Plata. El comunicat afirmava: «Les ocupacions que m'han ofert l'honrós càrrec que vostè va confiar-me, no m'han permès, des de la meva sortida d'aquesta capital, donar a vostè una relació detallada dels moviments practicats i el feliç succés de les armes de la pàtria; però he procurat de avisar respectivament al senyor Belgrano i al coronel José Rondeau, des que va ser nomenat cap d'aquest exèrcit, els qui crec ho farien a vostè en iguals termes. »
«Aprofito però ara mateix per elevar al seu coneixement totes les operacions de la divisió del meu càrrec.»
«Amb ella vaig arribar el 12 del corrent a Canelones, on vam acampar destacant partides d'observació prop dels insurgents que ocupaven las Piedras; El punt més interessant, així per la seva situació com per algunes fortificacions que començaven a formar i per la nombrosa artilleria amb què el defensaven. »
«A la mateixa nit es va experimentar una copiosa pluja, que va continuar fins a les deu del matí del 16, en el dia van destacar els enemics una gruixuda columna a l'estada del meu pare, situada al Sauce, a quatre llegües de distància de Las Piedras, a fi de batre la Divisió de Voluntaris del comandament del meu germà don Manuel Francisco Artigas, que tornava per ordre meva de Maldonado, a incorporar-se a la meva Divisió. Es trobava acampat a Pando i després que les seves avançades albiressin a l'enemic, em va donar el corresponent avís demanant-me tres-cents homes d'auxili: En conseqüència i d'acord amb els senyors capitans vaig determinar marxar a barrar el pas als enemics. »

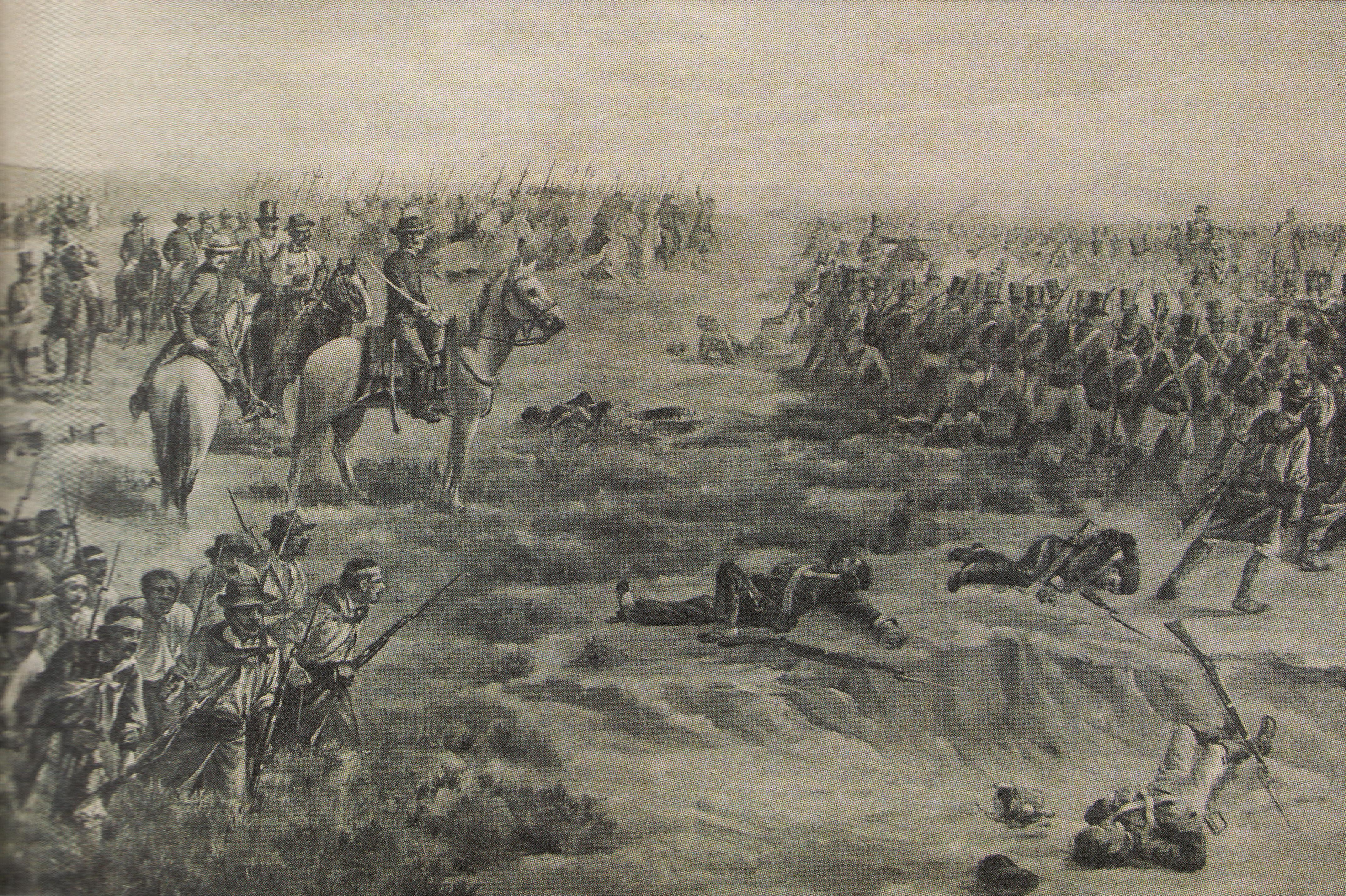
La Batalla de las Piedras, per Diógenes Hequet.

Alberto Zum Felde va considerar a la batalla de Las Piedras com una batalla decisiva per al futur de la revolució. Davant la derrota de Manuel Belgrano al Paraguai i al Paraná, sense la batalla de les Pedres «la Revolució de Maig hagués estat ofegada als pocs mesos de [el seu] pronunciament».
No obstant això, la victòria de Las Piedras serà contrarestada per la invasió portuguesa de la Banda Oriental, promoguda pel virrei Elío. Això serà a la Invasió Portuguesa